# Club Atlético Boca Juniors 2015
Questa voce raccoglie le informazioni riguardanti il Boca Juniors nelle competizioni ufficiali della stagione 2015.

## Maglie e sponsor
Il fornitore tecnico per il 2015 è Nike, mentre lo sponsor ufficiale è BBVA.
| 1ª divisa | 2ª divisa | 3ª divisa |

## Rosa
| N. |                      | Ruolo | Calciatore           |
| -- | -------------------- | ----- | -------------------- |
| 1  | Argentina (bandiera) | P     | Agustín Orión        |
| 2  | Argentina (bandiera) | D     | Daniel Díaz          |
| 3  | Argentina (bandiera) | D     | Fabián Monzón        |
| 4  | Argentina (bandiera) | D     | Gino Peruzzi         |
| 5  | Argentina (bandiera) | C     | Fernando Gago        |
| 6  | Argentina (bandiera) | D     | Marco Torsiglieri    |
| 6  | Argentina (bandiera) | D     | Fernando Tobio       |
| 7  | Argentina (bandiera) | A     | Juan Manuel Martínez |
| 7  | Argentina (bandiera) | A     | Cristian Pavón       |
| 8  | Argentina (bandiera) | C     | Pablo Pérez          |
| 10 | Argentina (bandiera) | A     | Carlos Tévez         |
| 11 | Argentina (bandiera) | C     | Federico Carrizo     |
| 12 | Argentina (bandiera) | P     | Emanuel Trípodi      |
| 13 | Uruguay (bandiera)   | D     | Alexis Rolín         |
| 14 | Uruguay (bandiera)   | C     | Nicolás Lodeiro      |
| 15 | Argentina (bandiera) | D     | Leandro Marín        |
| 16 | Argentina (bandiera) | C     | Gonzalo Castellani   |

| N. |                      | Ruolo | Calciatore         |
| -- | -------------------- | ----- | ------------------ |
| 17 | Argentina (bandiera) | C     | César Meli         |
| 18 | Argentina (bandiera) | C     | Nicolás Colazo     |
| 19 | Argentina (bandiera) | C     | Federico Bravo     |
| 20 | Argentina (bandiera) | C     | Adrián Cubas       |
| 21 | Argentina (bandiera) | C     | Cristian Erbes     |
| 22 | Argentina (bandiera) | D     | Lisandro Magallán  |
| 23 | Italia (bandiera)    | A     | Pablo Osvaldo      |
| 24 | Argentina (bandiera) | D     | Guillermo Burdisso |
| 25 | Argentina (bandiera) | A     | Andrés Chávez      |
| 26 | Cile (bandiera)      | C     | José Fuenzalida    |
| 27 | Argentina (bandiera) | A     | Jonathan Calleri   |
| 29 | Argentina (bandiera) | A     | Guido Vadalá       |
| 30 | Uruguay (bandiera)   | C     | Rodrigo Bentancur  |
| 31 | Argentina (bandiera) | P     | Guillermo Sara     |
| 32 | Argentina (bandiera) | C     | Franco Cristaldo   |
| 33 | Argentina (bandiera) | D     | Juan Cruz Komar    |
| 34 | Argentina (bandiera) | A     | Sebastián Palacios |

## Calciomercato

### Sessione invernale
| Acquisti | Acquisti           | Acquisti         | Acquisti                |
| R.       | Nome               | da               | Modalità                |
| -------- | ------------------ | ---------------- | ----------------------- |
| P        | Guillermo Sara     | Atlético Rafaela | svincolato              |
| D        | Fabián Monzón      | Catania          | prestito (0,5 mln €)    |
| D        | Gino Peruzzi       | Catania          | definitivo (4 mln €)    |
| D        | Alexis Rolín       | Catania          | prestito (0,5 mln €)    |
| D        | Marco Torsiglieri  | Metalist         | prestito                |
| C        | Nicolás Lodeiro    | Corinthians      | definitivo (2,46 mln €) |
| C        | Pablo Pérez        | Malaga           | prestito (0,2 mln €)    |
| A        | Pablo Osvaldo      | Southampton      | prestito                |
| A        | Sebastián Palacios | Arsenal Sarandí  | fine prestito           |

| Cessioni | Cessioni             | Cessioni           | Cessioni               |
| R.       | Nome                 | a                  | Modalità               |
| -------- | -------------------- | ------------------ | ---------------------- |
| P        | Sebastián D'Angelo   | Tigre              | prestito               |
| P        | Manuel Vicentini     | Sarmiento (J)      | definitivo             |
| D        | David Achucarro      | Ferro Carril Oeste | svincolato             |
| D        | Mariano Echeverría   | Tigre              | svincolato             |
| D        | Fernando Evangelista | Atl. Tucumán       | prestito               |
| D        | Juan Forlín          | Al-Rayyan          | fine prestito          |
| D        | Hernán Grana         | All Boys           | fine prestito          |
| D        | Emanuel Insúa        | Granada            | definitivo (2,5 mln €) |
| D        | Claudio Pérez        | Belgrano           | prestito               |
| D        | Nahuel Zárate        | Godoy Cruz         | prestito               |
| C        | Joel Acosta          | Olimpo             | definitivo             |
| C        | Luciano Acosta       | Estudiantes (LP)   | prestito               |
| C        | Gonzalo Escalante    | Catania            | definitivo (0,5 mln €) |
| C        | Pablo Ledesma        | Colón (SF)         | svincolato             |
| C        | Leonardo Suárez      | Villarreal B       | definitivo (2 mln €)   |
| A        | Emanuel Gigliotti    | Chongqing Lifan    | prestito (0,5 mln €)   |

### Sessione estiva
| Acquisti | Acquisti         | Acquisti         | Acquisti               |
| R.       | Nome             | da               | Modalità               |
| -------- | ---------------- | ---------------- | ---------------------- |
| D        | Fernando Tobio   | Palmeiras        | prestito               |
| C        | Cristian Álvarez | Dep. Antofagasta | fine prestito          |
| A        | Carlos Tévez     | Juventus         | definitivo (6,5 mln €) |

| Cessioni | Cessioni             | Cessioni        | Cessioni               |
| R.       | Nome                 | a               | Modalità               |
| -------- | -------------------- | --------------- | ---------------------- |
| P        | Emanuel Trípodi      |                 | svincolato             |
| D        | Guillermo Burdisso   | León            | definitivo             |
| D        | Marco Torsiglieri    | Metalist        | fine prestito          |
| C        | Cristian Álvarez     | Palestino       | prestito               |
| C        | Gonzalo Castellani   | Lanús           | prestito               |
| C        | Juan Manuel Martínez |                 | svincolato             |
| C        | Leandro Paredes      | Roma            | definitivo (4,5 mln €) |
| A        | Sergio Araujo        | Las Palmas      | definitivo (1,5 mln €) |
| A        | Emanuel Gigliotti    | Chongqing Lifan | definitivo             |
| A        | Pablo Osvaldo        | Southampton     | fine prestito          |
| A        | Guido Vadalá         | Juventus        | prestito               |

## Risultati

### Primera División
| Arbitro: | Echenique |

|                                   |           |            |
| Gago 29’ (rig.) Palacios 73’, 86’ | Marcatori | 44’ Blanco |

| Arbitro: | Rapallini |

|  |           |                                   |
|  | Marcatori | 27’ (rig.) Martínez 90+2’ Calleri |

| Arbitro: | Herrera |

|             |           |  |
| Calleri 19’ | Marcatori |  |

| Arbitro: | Delfino |

|            |           |              |
| Guanca 68’ | Marcatori | 36’ Martínez |

| Arbitro: | Baliño |

|                      |           |             |
| Díaz 31’ Osvaldo 43’ | Marcatori | 60’ Sánchez |

| Arbitro: | Loustau |

|              |           |                    |
| Figueroa 66’ | Marcatori | 10’ (rig.) Osvaldo |

| Arbitro: | Abal |

|                                     |           |  |
| Erbes 39’ Osvaldo 31’ Cristaldo 79’ | Marcatori |  |

| Arbitro: | Rapallini |

|  |           |               |
|  | Marcatori | 25’, 88’ Meli |

| Buenos Aires 12 aprile 2015, ore 18:15 UTC-3 9ª giornata | Boca Juniors | 0 – 0 referto | Nueva Chicago | Estadio Alberto José Armando (40 000 spett.)\| Arbitro: \| Vigliano \| |
| Arbitro:                                                 | Vigliano     |               |               |                                                                        |

| Arbitro: | Echenique |

|          |           |                                            |
| Ayala 1’ | Marcatori | 18’ Carrizo 65’ Pavón 90+4’ (rig.) Lodeiro |

| Arbitro: | Loustau |

|                     |           |  |
| Pavón 84’ Pérez 87’ | Marcatori |  |

| Arbitro: | Trucco |

|               |           |              |
| Albertengo 8’ | Marcatori | 37’ Burdisso |

| Arbitro: | Díaz |

|  |           |                                   |
|  | Marcatori | 8’ Lequi 57’ Martínez 89’ Vildozo |

| Arbitro: | Loustau |

|                       |           |  |
| Cubero 71’ Pavone 86’ | Marcatori |  |

| Arbitro: | Ceballos |

|                                                    |           |  |
| Díaz 5’ Palacios 50’ Calleri 64’ Chávez 84’ (rig.) | Marcatori |  |

| Arbitro: | Beligoy |

|  |           |              |
|  | Marcatori | 28’ Palacios |

| Arbitro: | Loustau |

|                          |           |            |
| Palacios 27’ Calleri 53’ | Marcatori | 58’ Canelo |

| Arbitro: | Abal |

|  |           |          |
|  | Marcatori | 37’ Gago |

| Arbitro: | Baliño |

|                           |           |                                                         |
| Calleri 7’, 88’ Tévez 46’ | Marcatori | 31’ (rig.) Malcorra 36’ Martínez 65’ Brítez 90+1’ Gamba |

| Arbitro: | Vigliano |

|            |           |                       |
| Luna 90+4’ | Marcatori | 29’ Pérez 68’ Calleri |

| Arbitro: | Laverni |

|                           |           |  |
| Meli 38’ Tévez 66’ (rig.) | Marcatori |  |

| Arbitro: | Ceballos |

|             |           |                        |
| Mazzola 47’ | Marcatori | 57’ Lodeiro 90’ Chávez |

| Arbitro: | Echenique |

|  |           |             |
|  | Marcatori | 90+1’ Matos |

| Arbitro: | Herrera |

|  |           |             |
|  | Marcatori | 19’ Lodeiro |

| Arbitro: | Álvarez |

|         |           |                                |
| Ham 55’ | Marcatori | 45+1’, 54’ Tévez 90+3’ Calleri |

| Arbitro: | Trucco |

|                                  |           |  |
| Peruzzi 4’ Calleri 61’ Tévez 80’ | Marcatori |  |

| Arbitro: | Vigliano |

|                      |           |  |
| Tomassini 12’ (aut.) | Marcatori |  |

| Arbitro: | Loustau |

|                                         |           |             |
| Acuña 6’ Bou 34’ (rig.) Saja 88’ (rig.) | Marcatori | 23’ Calleri |

| Arbitro: | Beligoy |

|            |           |  |
| Monzón 42’ | Marcatori |  |

| Arbitro: | Vigliano |

|                                          |           |           |
| Delgado 63’ Fernández 81’ Larrondo 90+3’ | Marcatori | 9’ Chávez |

### Copa Argentina
| Arbitro: | Pezzotta |

|                        |           |  |
| Osvaldo 84’ Chávez 88’ | Marcatori |  |

| Arbitro: | Herrera |

|                                  |           |  |
| Pérez 5’ Calleri 45+1’ Tévez 58’ | Marcatori |  |

| Arbitro: | Beligoy |

|  |           |                                                         |
|  | Marcatori | 40’ Gago 43’ Calleri 51’ (rig.) Tévez 81’ (rig.) Chávez |

| Arbitro: | Rapallini |

|              |           |                     |
| Bertochi 69’ | Marcatori | 53’ Tévez 73’ Cubas |

| Arbitro: | Laverni |

|  |           |                              |
|  | Marcatori | 14’ (rig.) Lodeiro 31’ Tévez |

| Arbitro: | Ceballos |

|  |           |                               |
|  | Marcatori | 55’ (rig.) Lodeiro 90’ Chávez |

### Coppa Libertadores

#### Fase a gironi
| Squadra      | Pt | G | V | N | P | GF | GS | DR  |
| ------------ | -- | - | - | - | - | -- | -- | --- |
| Boca Juniors | 18 | 6 | 6 | 0 | 0 | 19 | 2  | +17 |
| Wanderers    | 10 | 6 | 3 | 1 | 2 | 9  | 8  | +1  |
| Palestino    | 7  | 6 | 2 | 1 | 3 | 6  | 6  | 0   |
| Zamora       | 0  | 6 | 0 | 0 | 6 | 3  | 21 | -18 |

| Arbitro: | Roldán |

|  |           |                         |
|  | Marcatori | 38’ Chávez 69’ Palacios |

| Arbitro: | Marques Ribeiro |

|                       |           |            |
| Komar 33’ Osvaldo 43’ | Marcatori | 34’ Riolfo |

| Arbitro: | Buitrago |

|                                                         |           |  |
| Meli 8’ Lodeiro 15’ Carrizo 37’ Osvaldo 66’, 82’ (rig.) | Marcatori |  |

| Arbitro: | de Oliveira |

|             |           |                                                |
| Murillo 18’ | Marcatori | 52’, 90+2’ Martínez 58’, 71’ Colazo 77’ Chávez |

| Arbitro: | Ricci |

|  |           |                            |
|  | Marcatori | 9’, 49’ Calleri 74’ Monzón |

| Arbitro: | Sampaio |

|                         |           |  |
| Marín 82’ Calleri 90+2’ | Marcatori |  |

#### Ottavi di finale
| Arbitro: | Delfino |

|                    |           |  |
| Sánchez 82’ (rig.) | Marcatori |  |

| Buenos Aires 14 maggio 2015, ore 21:00 UTC-3 Ritorno | Boca Juniors | 0 – 3 (a tavolino) | River Plate | Estadio Alberto José Armando (49 000 spett.)\| Arbitro: \| Herrera \| |
| Arbitro:                                             | Herrera      |                    |             |                                                                       |

## Statistiche

### Andamento in campionato
| Giornata  | 1 | 2 | 3 | 4 | 5 | 6 | 7 | 8 | 9 | 10 | 11 | 12 | 13 | 14 | 15 | 16 | 17 | 18 | 19 | 20 | 21 | 22 | 23 | 24 | 25 | 26 | 27 | 28 | 29 | 30 |
| --------- | - | - | - | - | - | - | - | - | - | -- | -- | -- | -- | -- | -- | -- | -- | -- | -- | -- | -- | -- | -- | -- | -- | -- | -- | -- | -- | -- |
| Luogo     | C | T | C | T | C | T | C | T | C | T  | C  | T  | C  | T  | C  | T  | C  | T  | C  | T  | C  | T  | C  | T  | T  | C  | C  | T  | C  | T  |
| Risultato | V | V | V | N | V | N | V | V | N | V  | V  | N  | P  | P  | V  | V  | V  | V  | P  | V  | V  | V  | P  | V  | V  | V  | V  | V  | V  | P  |
| Posizione | 2 | 1 | 1 | 2 | 2 | 3 | 2 | 1 | 2 | 1  | 1  | 1  | 2  | 3  | 2  | 1  | 1  | 1  | 2  | 2  | 2  | 1  | 2  | 1  | 1  | 1  | 1  | 1  | 1  | 1  |

Legenda:

Luogo: C = Casa; T = Trasferta. Risultato: V = Vittoria; N = Pareggio; P = Sconfitta.

#### Classifica in divenire
| 1ª | 2ª | 3ª | 4ª | 5ª | 6ª | 7ª | 8ª | 9ª | 10ª | 11ª | 12ª | 13ª | 14ª | 15ª | 16ª | 17ª | 18ª | 19ª | 20ª | 21ª | 22ª | 23ª | 24ª | 25ª | 26ª | 27ª | 28ª | 29ª | 30ª |
| -- | -- | -- | -- | -- | -- | -- | -- | -- | --- | --- | --- | --- | --- | --- | --- | --- | --- | --- | --- | --- | --- | --- | --- | --- | --- | --- | --- | --- | --- |
| 3  | 6  | 9  | 10 | 13 | 14 | 17 | 20 | 21 | 24  | 27  | 28  | 28  | 28  | 31  | 34  | 37  | 40  | 40  | 43  | 46  | 49  | 49  | 52  | 55  | 58  | 61  | 61  | 64  | 64  |